# Automóvil volador

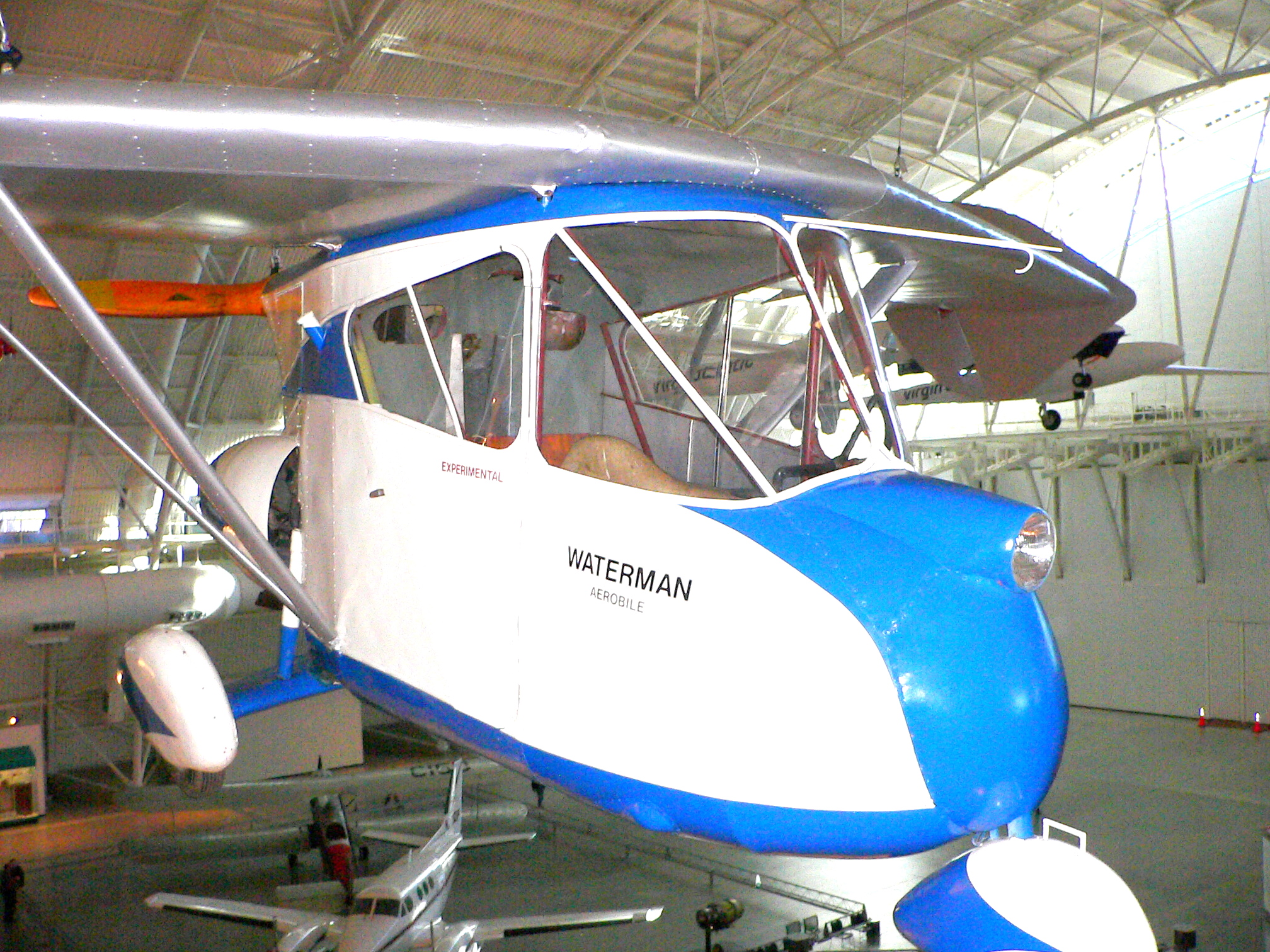
El Waterman Aeromóvil en el Instituto Smithsoniano.

Automóvil volador es un nombre genérico que se da a todo vehículo de uso doméstico que sea capaz de transportar personas tanto volando como circulando por tierra.

## Proyectos a cojín neumático
El concepto de automóvil levitante o volador data de al menos los 1950 y se planteó como posible a partir de la invención del aerodeslizador que se sostiene merced a un cojín de aire o "colchón de aire". Sin embargo, el coste de mantenimiento, particularmente debido al excesivo gasto de combustible hidrocarburo, sumado a la polución sonora, hizo impráctico todo proyecto basado en este sistema.

## Con hélices
Los primeros proyectos conocidos de automóviles voladores, datan de 1917, cuando el ingeniero estadounidense Glenn Curtiss patentó el Autoplano el cual era en realidad un híbrido entre automóvil y avión, en efecto en tal ingenio se acoplaba a un automóvil un par de alas, un timón y una hélice, pero este invento jamás llegó a volar; con algo más de éxito Waldo Waterman realizó un ingenio similar en 1937 al cual denominó Aerobile o Aeromóvil, de las mismas características han sido otros automóviles voladores como el Aerocar de Robert E. Fulton aunque diseñado y fabricado por Moulton taylor (1949) del cual se construyeron seis unidades. El Aeroauto PL.5C italiano de 1951 ideado por Luigi Pellarini aunque seguía siendo un híbrido avión-automóvil poseía la innovación de tener sus alas, cola, hélices, etc. rebatibles por lo que transitaba rodando por las carreteras sin el estorbo de los accesorios aeronáuticos, otro proyecto italiano similar fue el Autoplane de R. Lebordeu basado en el pequeño automóvil Vespa 400 de 1952 al cual se le aplicaban los añadidos como para volar. Siempre con el mismo concepto de híbrido avión-automóvil Henry Smolinski planteó el Ave Mizar de la Cessna estadounidense: un Ford Pinto con añadidos que tras largos años de ensayo recién tuvo un modesto éxito al remontar vuelo en 1973.
A fines de siglo XX se han realizado varios diseños y prototipos de automóviles voladores impulsados mediante hélices, aunque en lo concreto tales diseños no son sino avionetas de alas cortas dotadas de cuatro o más pares de hélices (y respectivos motores a combustión), los diseños más avanzados permiten un despegue VTOL (vertical) gracias a que las hélices pueden variar su inclinación al menos 90° pasando de verticales (para el despegue) a horizontales (para el desplazamiento de navegación); aunque tales automóviles son altamente acrobáticos tampoco llegan a ser prácticos, es decir, tampoco reúnen el mínimo de requisitos como para considerárseles automóviles ya que mantienen los inconvenientes existentes en los aerodeslizadores, dentro de esta categoría de automóviles voladores, es decir, manteniendo el carácter híbrido de avión y automóvil (e incluso helicóptero), aunque bastante perfeccionados merced a los nuevos materiales y avances en los conocimientos aerodinámicos existe una nueva generación, basada en el criterio más que de automóviles, avionetas plegadizas con un carrozado que, en tierra, es semejante al de un auto, entre los artefactos de esta nueva generación se cuentan:

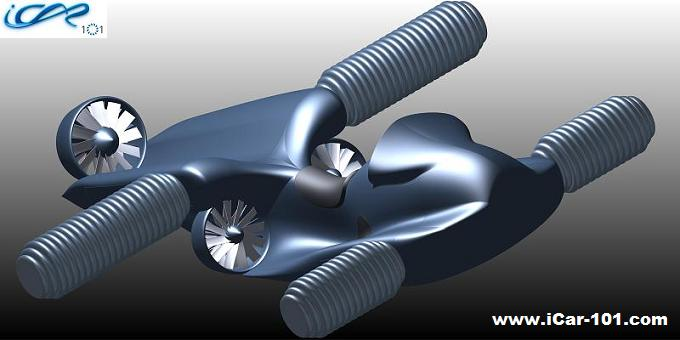
iCar 101 Ultimate

- El Haynes Aero Skyblazer;
- el La Biche Aerospace FS C-1;
- el X-Hawk;
- el Terrafugia;
- el iCar 101
- el PAL-V, prototipo neerlandés híbrido de automóvil y autogiro estrenado en abril de 2012.
- el Aeromobil del eslovaco Stefan Klein puesto a punto en 2014. Comúnmente el Aeromobil anda como un auto normal para dos personas aunque cuando ha de levantar vuelo sus alas se abren y surge una hélice que lo propulsa.

En cuanto al promocionado M400 SkyCar (véase también: Skycar) del canadiense Paul Moller se trata en verdad de una aeronave de despegue y aterrizaje vertical (VTOL) que sería incapaz de circular al ras de una ruta de superficie.
Por su parte las estadounidenses NASA y Boeing realizan variados estudios y proyectos de automóviles voladores aunque se desconoce una propuesta pública oficial de alguno de tales diseños que incluirían, en el caso de Boeing, un híbrido no ya de avión y automóvil sino de helicóptero y automóvil.
En todo caso un importante avance para que se puedan hacer efectivos los automóviles voladores es el del combinado informática-telemática y sistemas como el GPS ya que tal combinación permitiría un Free-flight (vuelo libre), esto es un vuelo seguro dentro de vías virtuales a poca altitud.
Las Asociaciones Europea, Española y Latinoamericana para los automóviles voladores fueron creadas para facilitar el diálogo entre múltiples actores y promover el desarrollo.

## El M 200 G
Recién en el 2007 la empresa Moller International ha diseñado y construido prototipos de un vehículo que reuniría las condiciones de factibilidad como para ser utilizado de un modo semejante a los automóviles comunes. Tal vehículo – llamado M 200 G – posee 5,4 metros de longitud y 2,7 de ancho, ocho motores que se propulsan por un gas inocuo le permiten transportar a dos pasajeros con una velocidad de 85km/h.

## Actualidad
En la actualidad, existen diversas organizaciones que invierten en este modelo de transporte, La startup californiana Alef Aeronautics pretende operar vehículos que despeguen verticalmente como helicópteros, y que tengan una autonomía de más de 150 kilómetros. Este proyecto tiene pensado formalizarse en 2025, y aspira a ser un primer indicio de un automóvil volador como tal. Además, es importante resaltar lo que el CEO de esta empresa, Jim Dukhovny dice sobre su vehículo: el coche está diseñado para pasar la mayor parte del tiempo en las carreteras, y su limitada capacidad para volar servirá precisamente para sortear obstáculos.